# Dust 514
Dust 514 est un jeu vidéo de tir à la première personne en ligne massivement multijoueur développé par CCP. L'univers du jeu est le même que celui d'EVE Online. Il a été annoncé pour la première fois le 18 août 2009 à la Game Developers Conference de Cologne en Allemagne avec une courte vidéo montrant le jeu,. C'est le second jeu développé par CCP, dont le développement est fait par le studio de Shanghai de CCP. Hilmar Veigar Petursson, le PDG de CCP, a annoncé, lors de l'E3 2011, que le jeu est développé sur PlayStation 3.
À terme le jeu sera étroitement lié à EVE Online, les deux seront directement interactifs. Les combats terrestres sur DUST 514 seront en effet déterminés par des contrats donnés par les joueurs des factions de EVE Online, et du résultat de ces combats dépendra l'évolution dans EVE Online. De plus l'économie de DUST 514 sera dépendante en partie de EVE Online, concrètement les joueurs de DUST 514 seront payés, en argent virtuel, par ceux de EVE Online pour les contrats qu'ils auront à accomplir. Avec cet argent le joueur pourra personnaliser et faire évoluer son personnage. Il sera aussi possible de payer avec de l'argent bien réel.
Le jeu a officiellement fermé ses portes le 31 mai 2016 .

## Historique du lancement
DUST 514 a été en phase de bêta test sur PS3 à partir de l'E3 2012 en juin 2012. Puis avec une période de bêta ouverte à partir du 22 janvier 2013 jusqu'à la sortie du jeu.
Initialement prévu pour un lancement en fin d'année 2012, le jeu a finalement été lancé le 14 mai 2013.